# Ernobius pini
Ernobius pini är en skalbaggsart som först beskrevs av Sturm 1837.  Ernobius pini ingår i släktet Ernobius, och familjen trägnagare. Enligt den finländska rödlistan är arten sårbar i Finland. Arten är reproducerande i Sverige. Artens livsmiljö är moskogar.